# Loheria papuana
Loheria papuana är en viveväxtart som beskrevs av Carl Christian Mez och Herman Otto Sleumer. Loheria papuana ingår i släktet Loheria och familjen viveväxter. Inga underarter finns listade i Catalogue of Life.